# Alfred Schmidt (Maler, 1867)

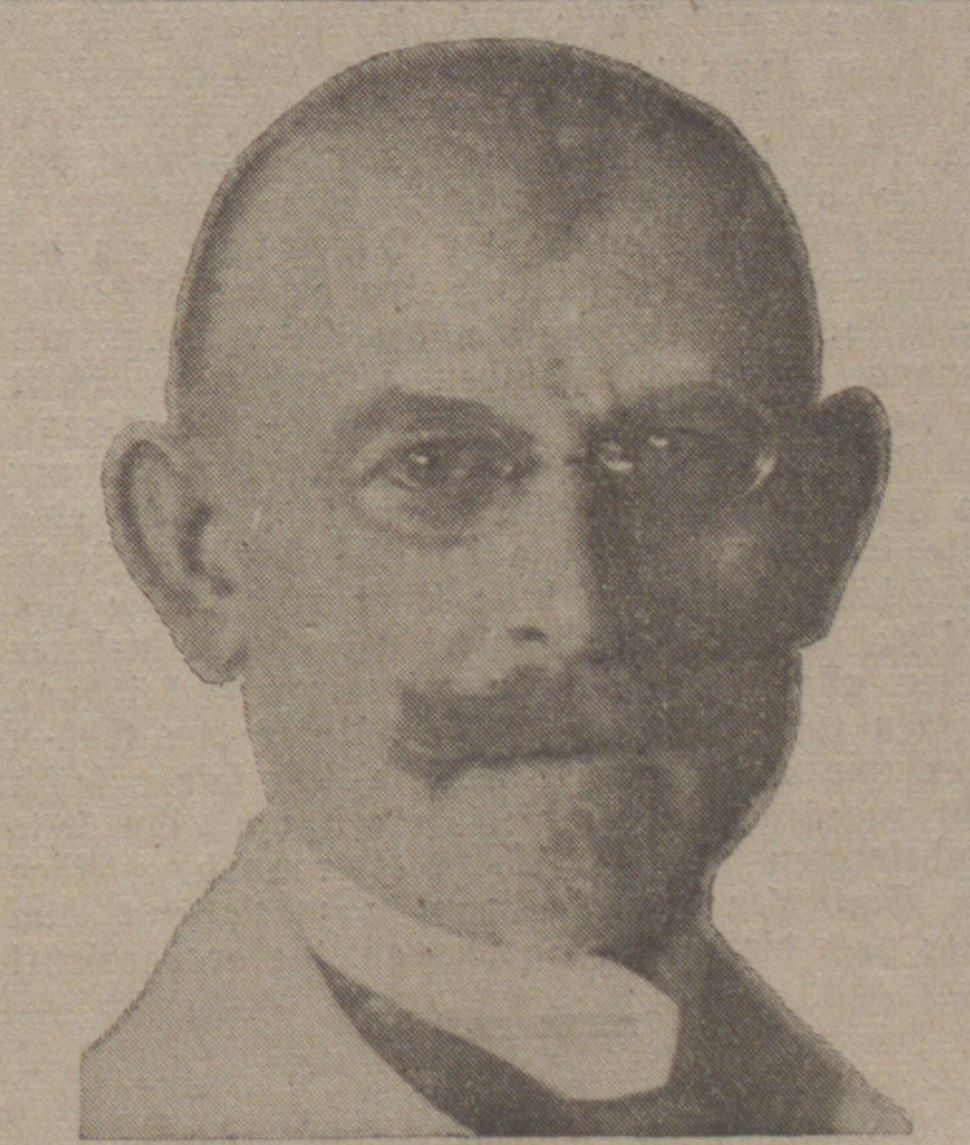
Alfred Schmidt

Alfred Schmidt (* 29. April 1867 in Dresden; † 1956) war ein deutscher Maler.

## Leben
Schmidt besuchte seit 1886 die Akademie der Bildenden Künste in Karlsruhe, unterbrochen durch einen einjährigen Aufenthalt in Paris und in der Bretagne. In Karlsruhe lernte er bei Hermann Baisch und bei Leopold von Kalckreuth. Als von Kalckreuth 1899 an die Akademie der Bildenden Künste Stuttgart berufen wurde, zog auch Schmidt nach Stuttgart, wo er zunächst eine private Malschule für Damen gründete. Später wurde er als Professor an die Akademie der Bildenden Künste berufen. Seit 1940 lebte Alfred Schmidt in Gräfelfing in Oberbayern.
1952 beging Schmidt seinen 85. Geburtstag im ehemaligen Kronprinzenpalais in Stuttgart.